# Saint-Vaast-de-Longmont
Saint-Vaast-de-Longmont é uma comuna francesa na região administrativa de Altos da França, no departamento de Oise. Estende-se por uma área de 4,9 km². Em 2010 a comuna tinha 650 habitantes (densidade: 132,7 hab./km²).